# Italia internazionale
Italia internazionale è stata una rivista mensile di politica estera e militare attiva tra il 1981 ed il 1983, diretta da Ruggero Orlando. La rivista ha suscitato un significativo interesse nel mondo politico italiano perché ha rispecchiato le opinioni della sinistra riformista di governo negli anni dominati dagli ultimi grandi temi della guerra fredda: euromissili, scudo spaziale, Italia come potenza regionale, aumento delle spese militari italiane, prime spedizioni militari all'estero, socialismo tricolore.
La rivista era edita dal Centro Studi Lo Stato Moderno, un organismo di studio e proposta politica fondato nel 1978 a Roma, con sede in Via del Vantaggio 46, per iniziativa di Massimo Severo Giannini (che ne ha assunto la presidenza), Aldo Aniasi e Lelio Lagorio. 
Sostenuto da una consistente équipe di studiosi di ispirazione democratico-riformista, il centro studi ha elaborato molte delle tesi che sono poi confluite nel programma di Grande Riforma della Repubblica adottato dal PSI nel 1979 e che ha caratterizzato una lunga stagione politica in Italia. 